# Александров, Кирилл Юрьевич
Александров Кирилл Юрьевич (1955, Москва) — советский и российский скульптор и художник, в юности работающий в качестве книжного графика. Участник международных творческих конкурсов (биеннале) по скульптуре, которые проходили в Италии и Голландии. Автор нескольких дизайнерских проектов, включая памятник «Восставшие коммуникации».

## Биография
Родился в 1955 году в Москве в семье скульпторов Ирины Дмитриевны и Юрия Владимировича Александровых. В 1967 —1969 годах учился в МСХШ. С 1970 по 1973 год учился живописи в частной студии Моисея Тевельевича Хазанова. C 1972 по 1977 — проходил обучение в Московском полиграфическом институте (Московском государственном университете печати имени Ивана Фёдорова, МГУП) на факультете художественно-технического оформления печатной продукции.
В 1977—1979 годах проходил службу в Советской армии. С 1978 года член молодежного объединения Московского союза художников. Как скульптор начинает работать с 1986 года. В 1990 году становится членом Союза московских скульпторов.
Летом 1996 года Кирилл Александров уезжает из Москвы в Голландию, где работает три месяца, по прошествии которых создает девять работ из керамики. Для удобства транспортировки все керамические работы были сделаны разборными и компактно пакующимися.
В 1998 году начал делать более крупные и массивные работы из бетона, стали, алюминиевого сплава и свинца.
С 2001 года начинает работать с деревом, перенеся на него технологию обработки камня (перфориование и раскол по перфорации каменных блоков). Позже применяет в своей практике и более традиционные технологии.

Кирилл Александров делает объекты, вдохновленные опытом так называемых «примитивных культур» и… технологиями. Не новыми, модными, медиа, а технологиями обработки материалов для ваяния и зодчества. Он меняет все местами, лишает вещи заданных им некогда функций, не уставая экспериментировать. Любопытство, попытка преодоления сопротивления материала, желание забыть о привычном назначении привели к созданию произведений «современного искусства», странных и бесполезных. Новые серии рождаются из простых идей. Например, из попыток применить методику перфорации камня к дереву.
Опыты по соединению в одном объекте различных материалов — металла, глины, бетона — делают композиции Александрова не только сложными, воздушными или, напротив, лаконичными, шереховато-выразительными, но ещё и многообразными, загадочными. Художник не просто знаком, но и владеет большинством традиционных скульптурных материалов и изобретает собственные. Одно из таких — скульптуры из древесной щепы. И хотя большинство работ скульптура небольшого размера, его чувство пространства позволяет создавать и монументальные, как когда-то говорили, вещи.— Ирина Горлова. «Бесполезная магия».

## Персональные выставки
- 1994 — Центральный дом художника, Москва.
- 1995 — «Галерея Компромисс», Центральный дом литераторов, Москва.
- 1995 — «Хрупкие связи», галерея «Студия 20», Центр современного искусства, Москва[2].
- 1996 — Галерея «Манеж» (совместно с Т. А. Файдыш), Москва[2].
- 1999 — Галерея «Манеж», Москва[2].
- 2001 — «Разные вещи», галерея «Улица ОГИ», Москва.
- 2005 — «Кубики», галерея Лизы Плавинской на «Арт-стрелке», Москва.
- 2009 — «Ravenscourt Gallery», Москва.
- 2011 — «Колодец» (в рамках 4 Московского биеннале современного искусства), Крокин галерея, Москва[6].
- 2015 — «Переговорное устройство», Крокин галерея, Москва
- 2016 — «Конструирование Смыслов» (совместно с Дарьей Коноваловой-Инфанте и Владимиром Наседкиным),галерея КультПроект, Москва
- 2018 — «Про форму», галерея Maxim Boxer, Москва
- 2019 — «Звуки и звезды» (совместно с Татьяной Баданиной), галерея Культпроект в пространство «CUBE», Москва

## Групповые выставки
- 1983 — XV выставка Московских художников книги, Дом художника, Москва.
- 1983 — Первая всесоюзная выставка скульптуры, Центральный дом художника, Москва.
- 1990 — «Осенняя выставка скульптуры», Дом художника, Москва.
- 1990 — IX Biennale Internazionale Dantesca, Равенна, Италия.
- 1994 — выставка скульптуры, Московский дом скульптора, Москва.
- 1996 — «Искусство в интерьере», Малый Манеж, Москва.
- 1996 — International Contemporary Art Fair, ARCO (от галереи «Манеж»), Мадрид, Испания.
- 1996 — Stocholm Art Fair (от галереи «Манеж»), Стокгольм, Швеция.
- 1997 — «Арх-Москва», Центральный дом художника, Москва.
- 1997 — «Арт-Манеж», персональная экспозиция, Москва.
- 1999 — «Арт-Манеж», Москва.
- 1999 — Foire d’Art Contemporain ST-ART (от галереи «Манеж») Страсбург, Франция.
- 2000 — «Динамика внешняя и внутренняя», галерея «Беляево», Москва.
- 2001 — «Абстракция в России XX век», Государственный Русский музей, Санкт-Петербург.
- 2001 — «Город птиц», бухта Радости, Пироговское водохранилище, Московская область.
- 2002 — «Арт-Москва» (галерея «Улица ОГИ»), Центральный Дом художника, Москва.
- 2002 — «Контрэволюция», Всероссийский музей декоративно-прикладного и народного искусства, Москва.
- 2002 — «Мелиорация», Фестиваль современного искусства в бухте Радости, пансионат «Клязьминское водохранилище», Московская область.
- 2003 — «ORBIS PICTUS: ЕВРОПА», Чешский центр при посольстве Чешской Республики в России, Москва.
- 2003 — «Московская абстракция. Вторая половина XX века», Государственная Третьяковская галерея, Москва.
- 2003 — «Тяжелое — легкое», галерея «На Солянке», Москва[7].
- 2003 — Международный фестиваль современного искусства «Арт-Клязьма», пансионат «Клязьминское водохранилище», Московская область.
- 2004 — «Новая российская реальность», Международный фестиваль современного искусства « Арт-Клязьма», пансионат «Клязьминское водохранилище», Московская область.
- 2005 — «Арт-Клязьма», «Фактор зимы или Снегурочки не умирают», спецпроект в рамках 1-й Московской биеннале современного искусства, пансионат «Клязьминское водохранилище», Московская область.
- 2005 — «Пространство, Форма, Конструкция», Дом художника, Москва (участие отмечено премией Московского дома скульпторов).
- 2005 — «Арт Москва» (галерея Лиза Павинской), Центральный дом художника, Москва.
- 2005 — «Ревизия материала», Государственная Третьяковская галерея, Москва.
- 2007 — «Приключение чёрного квадрата», Государственный русский музей, Санкт-Петербург.
- 2007 — «Арт-Москва» стенд Крокин галереи, Центральный дом художника, Москва.
- 2007 — «Киты сезона», Крокин галерея, Москва.
- 2007 — «Барокко», Крокин галерея совместно с Московским музеем современного искусства, Москва.
- 2007 — «Москва-художники-Москва», юбилейная выставка к 75-летию МСХ, Манеж, Москва.
- 2008 — «Кулибин», Крокин галерея, Москва.
- 2008 — «Арт-Москва» Крокин галерея, Центральный дом художника, Москва.
- 2008 — «100-летие падения Тунгусского метеорита», Музейный центр, Красноярск.
- 2009 — «Арт-Москва» Крокин галерея, Ravenscourt Gallery, Центральный дом художника, Москва.
- 2010 — «Солнце светит днем, луна ночью», арт-проект «Луч», Москва.
- 2010 — «Арт-Москва» Крокин галерея, Центральный дом художника, Москва.
- 2010 — «Вокруг рельефа» ГМИИ им. А. С. Пушкина, Москва.
- 2012 — «Только искусство», Крокин галерея, Москва.
- 2012 — «После уроков. Вне школы», Чешский культурный центр, Прага, Чехия.
- 2013 — «Глитч», Галерея Культпроект, Москва.
- 2013 — «Арт-Москва», Галерея Культпроект, Центральный дом художника, Москва.
- 2013 — «Россия XXI» в рамках «Года Россия — Голландия 2013», ГЦСИ и Museum Beelden aan Zee, Гаага,Нидерланды.
- 2013 — «Небосклон», проект Крокин галереи в Московском планетарии, Москва[3].
- 2013 — "Партитуры минимализма. Часть вторая «Партитуры цвета» . Галерея Культпроект, Москва.
- 2013 — «Закулисье», Крокин галерея, Москва.
- 2014 — «К полёту готов?», Московский музей современного искусства, Москва[8].
- 2015 — «Древо», XVIII Московский международный художественный салон «ЦДХ-2015. Люди и Мир»,Центральный дом художника, Москва.
- 2015 — «Музей великих надежд», Арсенал, ГЦСИ, Нижний Новгород.
- 2015 — «Практики соприкасания», в рамках 11 Красноярской музейной биеннале, ГЦСИ, Красноярск.
- 2015 — «Знаки эпохи, или в поисках идентичности», галерея Культпроект, в рамках специальной программы 6-й Московской биеннале современного искусства, Москва.
- 2015 — «Игрушка», Крокин галерея, Москва.
- 2015 — «Вокруг квадрата. Еще один путь освобождения», Музей современного искусства, Ярославль
- 2017 — «Вокруг натюрморта», Третьяковская галерея, Москва
- 2017  — «Структуры», Русский музей, Санкт-Петербург
- 2017  — «Пять измерений», Третьяковская галерея совместно с Объединением московских скульпторов, Крымский вал, 10, Москва
- 2019 — «Дихотомия или попытка разговора о главном», галерея Культпроект в пространство «CUBE», Москва
- 2019  — «/INOUTER». Государственный институт искусствознания, спецпроект в рамках 8-й Московской биеннале современного искусства, Москва
- 2019 — «Барабанные палочки», галерея Культпроект, Москва

## Галерея работ художника

Памятник «Восставшие коммуникации»

## Интересные факты
- Кирилл Александров принимал участие в восстановлении горельефов храма Христа Спасителя[9].
- Одна из работ Александрова — «Восставшие коммуникации» — установлена у входа в головной офис «Метробанка» на улице Можайский Вал. Считается одиним из самых необычных и загадочных памятников Москвы[10][11]. Сотрудники считают эту скульптуру символом банка[12].

## Статьи
- Виталий Пацюков. Паломничество в страну неназванных предметов (недоступная ссылка — история). — Москва, 2004.
- Ирина Горлова. Бесполезная магия (недоступная ссылка — история). — Москва, 2004.
- Владимир Сальников. Певец золотого века (недоступная ссылка — история). — Москва, 2004.